# The Prisoner of Zenda (filme de 1979)
The Prisoner of Zenda é um filme britânico de 1979 do gênero comédia, dirigido por Richard Quine. O roteiro de Dick Clement e Ian La Frenais adapta para uma nova versão cinematográfica da história de Anthony Hope, primeiramente publicada em 1894. A música é de Henry Mancini.

## Sinopse
O idoso Rei Rudolf da Ruritânia morre num acidente de balão e o herdeiro, príncipe Rudolf, que se encontra em Londres, torna-se alvo de seu irmão, o Duque Michael, que quer matá-lo para assumir a coroa. Na viagem de Londres até Ruritânia, Rudolf é ajudado pelo cocheiro Syd Frewin, um sósia que toma o seu lugar.
O duque descobre a artimanha e acaba capturando o príncipe Rudolf, o que obriga Frewin a assumir o lugar do príncipe e ser coroado como o rei Rudolf V, protegido pelo general Sapt.
Enquanto "reina", Frewin e o general tentam evitar os atentados contra a vida do falso rei, ou seja, Frewin, articulados pelo duque. E descobrir o paradeiro do verdadeiro monarca.

## Elenco
- Peter Sellers .... rei Rudolf IV / rei Rudolf V / Syd Frewin
- Lynne Frederick .... princesa Flávia
- Lionel Jeffries .... general Sapt
- Elke Sommer .... condessa
- Gregory Sierra .... conde
- Jeremy Kemp .... duque Michael
- Catherine Schell .... Antoinette